# Acrolophus minima
Acrolophus minima är en fjärilsart som beskrevs av Walsingham 1887. Acrolophus minima ingår i släktet Acrolophus och familjen Acrolophidae. Inga underarter finns listade i Catalogue of Life.